# Francesca Deagostini
Francesca Deagostini (Aosta, 5 agosto 1996) è un'ex ginnasta italiana, vincitrice di medaglie in campo italiano ed europeo.

## Carriera
Nata ad Aosta e cresciuta a Milano, si tessera presso la A.G.D. La Costanza Andrea Massucchi nel 2006.

### Carriera junior
Nel 2007 diventa campionessa interregionale Allieve di serie C1; raggiunge la finale nazionale di serie C1, 3ª nella classifica a squadre.
Esordisce come componente della nazionale italiana juniores nel 2008, nel corso di un triangolare amichevole tra Italia, Francia e Svizzera fra nazionali junior, vincendo la medaglia d'oro nel concorso a squadre e arrivando in settima posizione nel concorso individuale. Nel campionato nazionale di categoria Allieve (4º Livello) del 2008 si classifica al terzo posto.
Nel marzo del 2009 partecipa al Trofeo Città di Jesolo con la Nazionale Junior, in un incontro Internazionale tra Italia, Brasile, Cina, Gran Bretagna e Romania dove arriva prima nella classifica a squadre e quarta nel concorso generale. Ai Campionati Assoluti di Meda in aprile giunge tredicesima nel concorso individuale ed entra in finale alla trave.

#### 2010: Europei
Nel mese di marzo 2010 compete al Trofeo Città di Jesolo, un quadrangolare con Russia, Giappone e Gran Bretagna arrivando tredicesima nel concorso individuale e seconda nel concorso a squadre.
Viene convocata per entrare a far parte della squadra italiana junior che parteciperà ai Campionati Europei Juniores di Birmingham, composta da Erika Fasana, Carlotta Ferlito, Giulia Leni; anche Andrea Foti faceva parte del quintetto, ma è impossibilitata a gareggiare a causa di un risentimento muscolare. Francesca compete in tutti e quattro gli attrezzi, contribuendo alla vittoria della medaglia di bronzo a squadre, per la nazionale, nella gara di apertura (161.450). Nella gara di qualifica esegue un buon esercizio al corpo libero (13.550), e diventa seconda riserva per la finale di specialità.
Tornata in Italia, nel mese di maggio partecipa nuovamente agli Assoluti di Ancona 2010, ottenendo un bronzo al corpo libero. Inoltre, chiude la gara con un quarto posto nel concorso individuale, e giunge anche in finale alla trave, classificandosi quinta.
Termina l'anno agonistico con una medaglia d'oro a Brindisi nel campionato nazionale di categoria junior.

#### 2011: EYOF Festival olimpico della gioventù europea
Nella stagione 2011 partecipa alla Serie A1 in prestito alla La Rosa Brindisi.
Il 27 maggio 2011 partecipa agli Assoluti di Meda: grazie a buoni esercizi in tutti e quattro gli attrezzi, con 55,100 punti, si aggiudica la medaglia di bronzo nel concorso generale, dietro a Vanessa Ferrari e Carlotta Ferlito.. Inoltre, si qualifica per la finale alle parallele asimmetriche dove chiude in seconda posizione con 13,850 punti, alla trave dove conquista la medaglia d'argento (14,550 punti) e al corpo libero dove si aggiudica una medaglia di bronzo con un punteggio di 14,300.
Il 27 luglio partecipa al Festival olimpico della gioventù europea a Trebisonda in Turchia con le compagne di squadra Erika Fasana ed Elisa Meneghini. La squadra junior si aggiudica la medaglia d'oro, mentre individualmente Francesca vince la medaglia di bronzo alla trave.
Il 17 dicembre a Mortara, alla gara pre-mondiale di Londra 2012, si classifica al 2º posto.

### Carriera senior

#### 2012: il Bronzo europeo
Nel 2012 avviene il passaggio nella categoria senior e Francesca viene convocata, l'11 gennaio, per partecipare al Test Event di Londra, in cui la nazionale italiana ha l'obiettivo di qualificarsi per le Olimpiadi del 2012. Alla trave ottiene un buon punteggio, arrivando quinta nella finale di specialità ma con il quarto punteggio della finale.

La squadra italiana riesce a qualificarsi alle Olimpiadi di Londra, essendosi piazzata al primo posto nel concorso generale a squadre (con 224.621 punti) davanti a Canada e Francia.
Per decidere quali ginnaste italiane andranno a Londra per partecipare alle Olimpiadi, il Trofeo Città di Jesolo costituisce una delle prove di valutazione. Partecipa al Trofeo Città di Jesolo del 31 marzo, nel quale l'Italia, con un punteggio complessivo di 224.250, chiude al secondo posto.

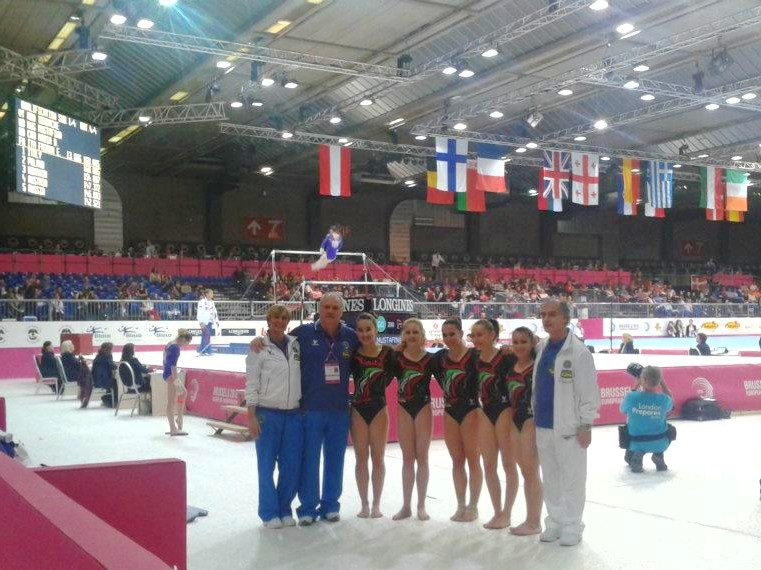
La Nazionale italiana ai Campionati europei di ginnastica artistica femminile 2012

Viene convocata per far parte della squadra nazionale che gareggerà ai Campionati Europei di Bruxelles dal 9 al 13 maggio. Con l'Italia, grazie ad un punteggio complessivo di 168.005, si qualifica per la finale a squadre al quarto posto. Individualmente, a causa di un infortunio ad una mano, compete solo alla trave (13.900) nella giornata di qualificazioni e nella giornata della finale a squadre (14.300). Il 12 maggio la nazionale italiana conquista il bronzo nella finale a squadre.
A causa dell'infortunio alla mano è poi impossibilitata a partecipare agli assoluti di Catania.
Viene convocata, insieme a Vanessa Ferrari, Carlotta Ferlito, Erika Fasana, Elisabetta Preziosa, Giorgia Campana e Chiara Gandolfi, al ritiro collegiale a Brescia, dove viene scelto, tra le migliori sette ginnaste italiane, il quintetto che avrebbe partecipato alle Olimpiadi: lei e Chiara Gandolfi sono le atlete non convocate per la nazionale olimpica.
A causa di una osteocondrite, ad ottobre si sottopone ad un intervento al ginocchio, che le rende impossibile la partecipazione alle competizioni anche della prima parte dell'anno successivo.

#### 2013: ritorno in nazionale e convocazione ai mondiali
Nell'estate del 2013, dopo la lunga assenza dalle gare a causa dell'infortunio, Francesca Deagostini è convocata al ritiro collegiale della nazionale, e poi partecipa all'incontro amichevole Italia-Germania, 8ª edizione del "Trofeo A. Masucchi", insieme a Vanessa Ferrari, Carlotta Ferlito, Elisa Meneghini, Chiara Gandolfi e Alessia Leolini; la nazionale italiana vince con 222,800 punti mentre la Germania ne totalizza 215,250. Il punteggio individuale di Francesca, su tutti e quattro gli attrezzi, è di 52,100. Alla trave presenta un nuovo esercizio (13,950 punti), al volteggio presenta uno Yurchenko con un avvitamento (13,850), alle parallele per via di una caduta totalizza 11,550, al corpo libero presenta un esercizio con tre diagonali e ottiene 12,750 punti.
Viene convocata per un secondo collegiale pre-mondiale insieme a Vanessa Ferrari Carlotta Ferlito, Alessia Leolini, Adriana Crisci e Chiara Gandolfi. Il 18 settembre viene ufficializzata la sua convocazione ai Mondiali di Anversa, insieme a Vanessa Ferrari, Carlotta Ferlito ed Alessia Leolini.. Il 1º ottobre partecipa alla prima giornata di qualificazione, gareggiando solo alla trave; svolge un buon esercizio senza cadute, nel quale presenta anche il movimento di entrata che prende il suo nome, ed ottiene 13,908 punti; alla fine della seconda giornata di qualificazione si classifica undicesima.

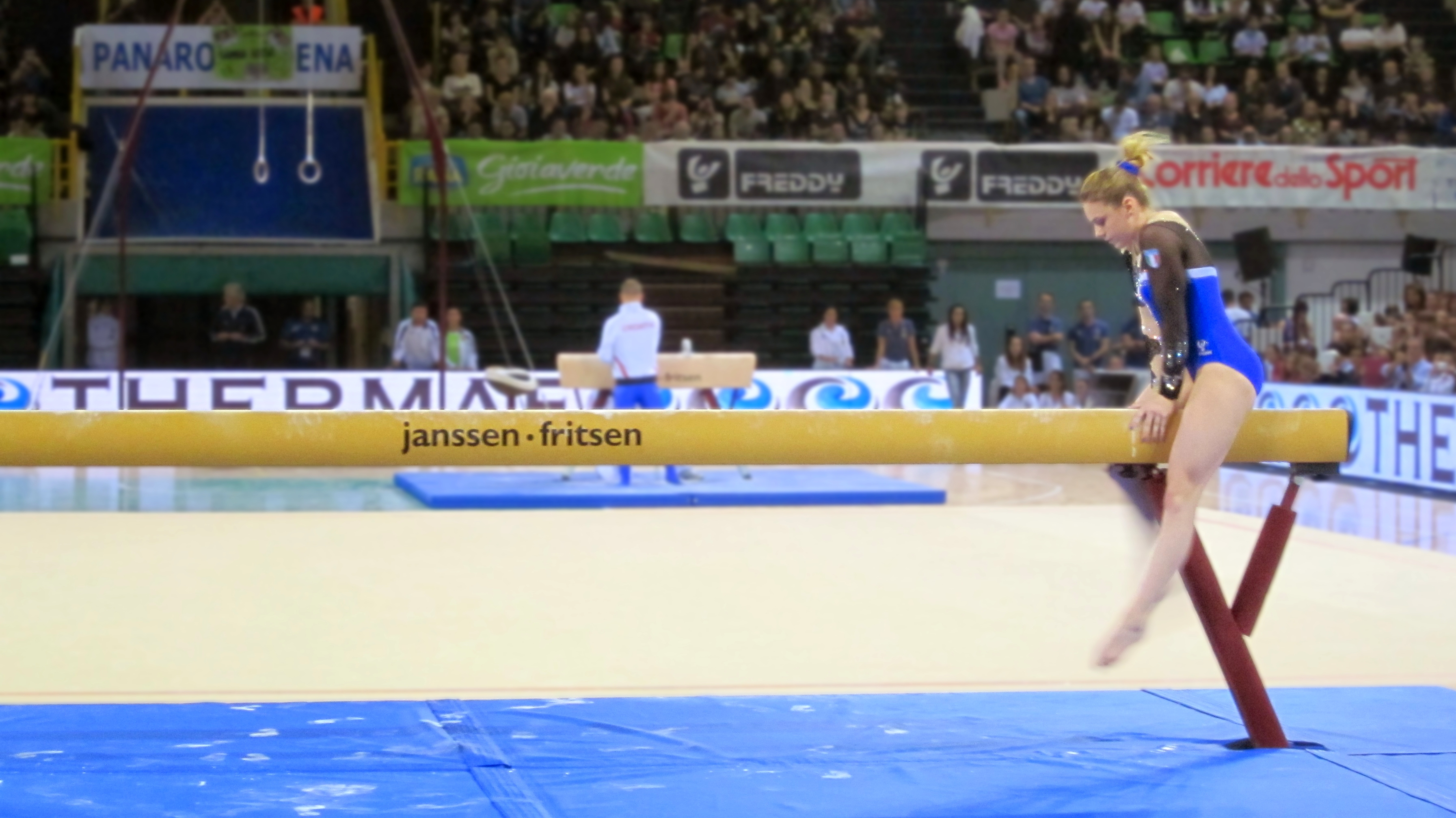
Francesca Deagostini al Grand Prix di Ginnastica 2013 a Modena.

Il 29 e 30 novembre partecipa all'Abierto Mexicano ad Acapulco. Nella prima giornata, Francesca gareggia alle parallele (12,250 punti) e al volteggio (13,550 punti); nella seconda giornata ottiene 13,450 punti sia alla trave che al corpo libero, concludendo così la gara in sesta posizione.
Il 27 dicembre viene ufficializzata la notizia che nel 2014 Francesca gareggerà per la Brixia nel campionato di Serie A1 2014.

#### 2014
L'8 febbraio partecipa alla prima gara della stagione di Serie A1, con la Brixia: nonostante un errore ottiene 13,400 punti alla trave; al corpo libero 13,550.

#### 2015-2017
Partecipa nuovamente alla serie A in prestito alla fratellanza savonese. Dopo aver annunciato il suo ritiro dall'attività agonistica, nel 2017 ritorna alle competizioni con la Ginnastica Salerno.

## Il movimento "Deagostini"
Il 29 settembre 2013 la FIG rende noti i nuovi movimenti del codice dei punteggi, che verranno presentati all'imminente Mondiale di Anversa. Tra di essi, anche un salto a forbice in entrata alla trave, che prende il nome della Deagostini, della quale è stata premiata l'originalità e la fantasia: l'elemento ha valore A.

## Televisione e spettacolo
Partecipa alla seconda e alla terza stagione del programma televisivo Ginnaste - Vite parallele trasmesso da Mtv. La serie racconta le vicende di sette ginnaste che si allenano nel Centro Tecnico Federale di Via Ovada a Milano, per prepararsi alle Olimpiadi di Londra 2012 tra allenamenti e gare.
Nel febbraio 2012 fa parte del corpo di ballo, diretto dal coreografo Daniel Ezralow, che balla la sigla iniziale della 62ª edizione Festival di Sanremo, insieme a Carlotta Ferlito.
A ottobre 2013 posa per un servizio fotografico per D - la Repubblica delle donne.